# Чета на Филип Тотьо
Четата на Филип Тотьо е българска чета, формирана през 1867 година от Филип Тотьо. В четата са участвали около 32-ма души.

## История
Революционната чета, начело с войводата си Филип Тотьо тръгнала от гр. Зимнич, Румъния, на 14 май 1867 г. Преминава през  с. Вардим, с. Царевец , Лъжене, Бутово и Върбовка,  в гората „Пустията“ край с. Върбовка четата била нападнатата и някои четници били убити, други заловени, трети разпръснати. Четата продължила пътя си  през с. Бяла черква, с. Ялово,  колибите Радковци—Търновци—Илювци—Кладин дял—Горановци, Кръстец.  Павел баня  и Юмрукчал (дн. Ботев връх). На 20 юли 1867 г. в Златишкия балкан след двумесечно останалите четници, се присъединили към четата на П. Хитов В четата се появавя първото четническо трицветно знаме в българската история.

## Списък на основните четници
- Филип Тотьо — войвода на четата;
- Никола (Нено) Тодоров Странджата — от Търново. Знаменосец на четата. Съдържател на кафене в Браила. Много известен сред българската революционна емигратция в Румъния;
- Константин (Костаки) Атанасов Хаджипаков (Костаки Гюргевлията) — роден през 1845 г. в Плевен, обесен в Русе 1867 г. Дребен търговец. Писар (секретар) на четата;
- Аврам Колев Дашков — роден в 1832 г. в колибите Дашковци до Габрово. Табак. Обесен в Габрово през 1867 г.;
- Георги Иваницов Хаджиконстантинов — роден в Свищов. Присъединил се към четата в Свищов. Съсечен от турците;
- Георги Замфиров Велезлията (Арнаутина) — от гр. Велес, Македония. Роден ок. 1840 г. Отделил се от четата при с. Ялово, убит при р. Искър;
- Димитър Михалачков Търсина (Софиялията) — от София. Заловен след боя при с. Върбовка, обесен от турците в Търново;[3]